# Raveniola gracilis
Espèce
Raveniola gracilis est une espèce d'araignées mygalomorphes de la famille des Nemesiidae.

## Distribution
Cette espèce est endémique du Zhejiang en Chine,. Elle se rencontre vers Hangzhou.

## Description
Le mâle holotype mesure 8,30 mm.
Les mâles mesurent de 7,05 à 11,25 mm et les femelles de 8,53 à 14,16 mm.

## Publication originale
- Li & Zonstein, 2015 : « Eight new species of the spider genera Raveniola and Sinopesa from China and Vietnam (Araneae, Nemesiidae). » ZooKeys, no 519, p. 1-32 (texte intégral).